# Columbia (personificazione)

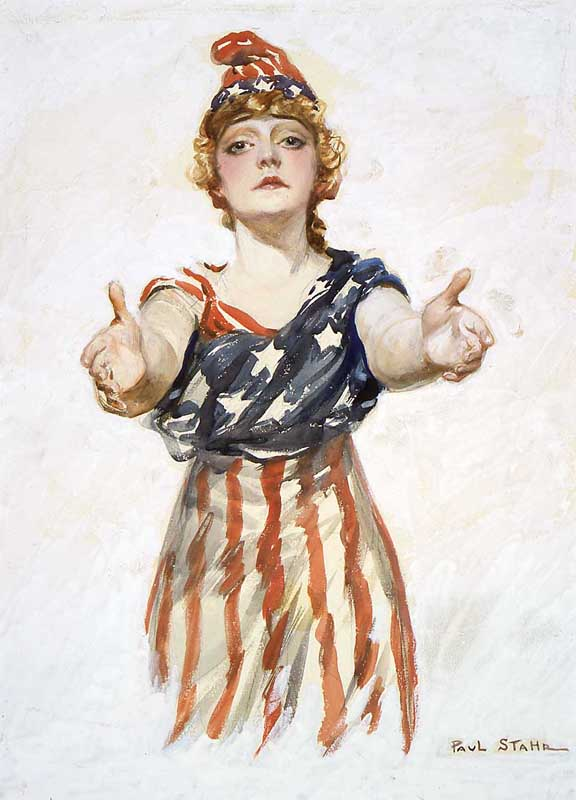
Columbia in un poster patriottico della prima guerra mondiale

Columbia è una personificazione femminile degli Stati Uniti d'America, nonché un nome poetico per riferirsi al Paese stesso o più in generale al continente americano. Il nome deriva da quello di Cristoforo Colombo (Columbus in inglese), e risale a prima della Rivoluzione americana. Ebbe una certa fortuna nei secoli XVIII e XIX, cadendo poi progressivamente in disuso dopo la prima guerra mondiale. Il nome sopravvive tuttavia in alcuni toponimi e nomi di aziende e istituzioni, tra cui la Columbia University, il Distretto di Columbia o la  Columbia Pictures. Alla personificazione è dedicata inoltre la canzone patriottica Hail, Columbia.

## Storia
Il nome proprio "Columbia" è ampiamente usato in inglese ed è derivato da quello di Cristoforo Colombo: venne quindi usato in senso ampio per indicare il continente americano; il termine "precolombiano" venne utilizzato per riferirsi alle culture americane precedenti all'arrivo di Colombo e degli altri esploratori europei.
Columbia fu anche una personificazione femminile degli Stati Uniti, similarmente a quella maschile rappresentata dallo Zio Sam, alla britannica Britannia, all'Italia turrita o alla francese Marianna, spesso visibile in disegni politici fino ai primi del XX secolo e ancor'oggi usata dalla Columbia Pictures, anche se la sua attuale incarnazione appare in modo molto differente.
Il termine inglese Columbian veniva usato per significare "dagli Stati Uniti" e si è suggerito che dovrebbe essere usato nuovamente come termine alternativo per "statunitense", quando ci si riferisce a una persona proveniente dagli Stati Uniti, ma non è comunque rientrato nell'uso generale (forse anche per una possibile confusione con Colombian).